# Dodge Kahuna
De Dodge Kahuna was een conceptauto van DaimlerChrysler die in 2003 samen met de Dodge Avenger Concept werd voorgesteld op het autosalon van Detroit. Het woord kahuna betekent meester in het Hawaïaans. De Kahuna was een soort monovolume gericht op surfers. De auto was zeeblauw gelakt, had DaimlerChryslers Stow & Go-laadsysteem en drie rijen verschuifbare zetels. Ook kon het doorzichtig canvas dak van voor tot achteren geopend worden, waren er geen pilaren tussen de zijruiten en konden alle zijruiten volledig geopend worden. De meeste onderdelen werden geleend van andere DaimlerChrysler-producten.